# Alejandro Urdapilleta
Alejandro Urdapilleta (Montevideo, 10 de marzo de 1954 - Buenos Aires, 1 de diciembre de 2013) fue un actor, guionista y escritor argentino. 

## Biografía
Fue el segundo hijo de un matrimonio de argentinos exiliados en la capital uruguaya, tras participar su padre ―el coronel del Ejército Argentino Fernando Urdapilleta― de un fallido levantamiento contra el presidente Juan Domingo Perón. El año siguiente, al caer el gobierno de Perón, la familia retornó a la Argentina, donde Alejandro realizó todos sus estudios. Durante su adolescencia, mientras estaba radicado con su familia en el barrio de Martínez ―en la zona norte del Gran Buenos Aires―, comenzó a desarrollar su vocación de actor en la escuela de Martín Adjemián.
En 1977 viajó a Inglaterra, donde consiguió empleo como mayordomo pero renunció al cabo de pocos años. Después de estar un corto tiempo en España regresó a la Argentina en 1981.
A partir de 1984 comenzó a participar, de manera individual y grupal, junto a Batato Barea, Humberto Tortonese y otros artistas, en el Parakultural, hasta comienzos de los años 1990, así como, también, en el Centro Cultural Ricardo Rojas. Entre sus espectáculos más importantes figuran Alfonsina y el mal, El método de Juana, La carancha, Mamita querida, Poemas decorados, Carne de chancha, Urdapilleta en llamas y La moribunda.
En el teatro oficial integró los elencos de Hamlet o La guerra de los teatros (Teatro San Martín), El relámpago, Martha Stutz, Almuerzo en casa de Ludwig W., Mein Kampf (una farsa) y Rey Lear. En televisión se destacó en El Palacio de la Risa, Tiempo final, Tumberos, Sol negro y Mujeres asesinas.
También se dedicaba a la escritura. Aunque él decía que no era escritor ni hacía literatura, publicó Vagones transportan humo (2000), elegido por Página/12 entre los mejores libros de ese año, Viva la mentira para el Ciclo Teatro x la Identidad (2001), Legión Re-ligión. Las 13 Oraciones (2007), y finalmente La poséida (2008). Urdapilleta entregó al crítico e investigador Jorge Dubatti, impulsor y responsable de la edición de sus textos, numerosos cuadernos manuscritos para que se encargue de su publicación. Una nueva edición de Vagones transportan humo (2019) recoge en apéndice Mensaje de anfibio, con textos que provienen de uno de dichos cuadernos. Sus influencias literarias eran, entre otros, Franz Kafka, Edgar Allan Poe, Julio Cortázar y Silvina Ocampo.
Ganó siete premios por sus actuaciones: cuatro Premios ACE por su papel de Polonio en Hamlet (1991/1992), por El relámpago (1995/1996), por Almuerzo en casa de Ludwig y por Mein Kampf, farsa (1999/2000); un Martín Fierro por su interpretación de El Seco en Tumberos (2002) y un premio Astor a mejor actor por su actuación en la película Adiós, querida Luna.
Falleció a los 59 años, el domingo 1 de diciembre de 2013 por la noche debido a un cáncer de estómago que padecía hacía poco tiempo.

## Citas
Pocos años antes de morir, el artista manifestó sobre su presencia en la opinión pública  en una entrevista y sentenció: 

«No soy actor: no quiero recibir premios, no quiero que me conozcan, no quiero que me vean. Ando invisible por la calle, me convenzo de que no me conoce nadie. Veo de pronto una cara de una persona que me mira, me sonríe y me agarra como una paranoia y me digo: de qué carajo se ríe ésa... Odio la fama, es un mal actual. Hay mucha gente que quiere ser actor para ser famoso. Y la fama no sirve de nada. El teatro es un arte. Soy actor solamente arriba del escenario; abajo soy una persona como cualquier otra. Y quiero serlo. No me sale, pero quiero.
Alejandro Urdapilleta

## Trayectoria

### Cine
- 1989: Kindergarten
- 1989: Cipayos (la tercera invasión)
- 1991: Vivir mata
- 1995: La balada de Donna Helena, dirigida por Fito Páez
- 1998: La sonámbula, recuerdos del futuro
- 2003: Adiós, querida Luna
- 2004: La niña santa
- 2007: La antena
- 2009: Toda la gente sola
- 2009: Los santos sucios
- 2010: No le mientas al Diablo
- 2013: Un paraíso para los malditos
- 2013: El lugar del hijo

### Televisión
- 1992: El Palacio de la Risa
- 1997: El garante
- 2000: Tiempo final (con Enrique Pinti y Mirta Wons).
- 2002: Tumberos
- 2003: Sol negro
- 2005: Mujeres asesinas
- 2010: Lo que el tiempo nos dejó[13]

## Premios y nominaciones
| Año  | Premio                           | Categoría                                    | Programa                  | Resultado |
| ---- | -------------------------------- | -------------------------------------------- | ------------------------- | --------- |
| 2001 | Premio Konex - Diploma al Mérito | Actor de Teatro                              | Trayectoria última década | Ganador   |
| 2002 | Premio Martín Fierro             | Actor de reparto en drama                    | Tumberos                  | Ganador   |
| 2003 | Premio Martín Fierro             | Actor protagonista de unitario y/o miniserie | Sol negro                 | Nominado  |
| 2005 | Premio Martín Fierro             | Actor protagonista de unitario y/o miniserie | Mujeres asesinas          | Nominado  |